# Клюев, Владимир Борисович
Влади́мир Бори́сович Клю́ев (род. 9 мая 1954, Пенза) — протоиерей Русской православной церкви, катехизатор, храмоздатель. Настоятель храма в честь Новомучеников и Исповедников Церкви Русской по адресу улица Салтыковская, вл. 39.
С 2011-2018 гг. являлся консультантом и ответственным священником в ВАО по программе строительства «200 модульных храмов».
С 2009 года, уже много лет, является членом Комиссии по церковному имуществу и землевладениям при Епархиальном совете города Москвы.
В 2007—2009 годах был настоятелем Храма в честь Казанской иконы Божией Матери в Гаване.

## Биография
Родился 9 мая 1954 года в городе Пензе.
В 1978 году окончил Пензенский инженерно-строительный институт.
Работал начальником строительного управления при Куйбышевской железной дороге в городе Пензе.
Награждён знаком «Почётный железнодорожник».

### Служение в Пензенской епархии
26 февраля 1995 года рукоположён в сан пресвитера высокопреосвященным Серафимом, архиепископом Пензенским и Кузнецким.
В 1998 году закончил Саратовскую духовную семинарию.
В 2001 году был избран секретарём епархиального совета при высокопреосвященном Филарете, архиепископе Пензенском и Кузнецком.
За время служения в Пензенской епархии участвовал в восстановлении и строительстве 9-ти православных храмов.
Был первым проректором Пензенского духовного училища, и принял активное участие в его создании.
Также руководил работами по обретению мощей первого святого Пензенской епархии — святителя Иннокентия, епископа Пензенского и Саратовского († 1819 год).

### Служение в Московской епархии
В 2005 года командирован в Москву и назначен заведующим административно-хозяйственного сектора Отдела внешних церковных связей Московского Патриархата, в непосредственном подчинении высокопреосвященного Кирилла митрополита Смоленского и Калининградского, председателя Отдела внешних церковных связей Московского Патриархата.
Будучи заведующим административно-хозяйственного сектора ОВЦС принимал непосредственное участие:
- в строительстве Храма во имя Святой великомученицы Екатерины в Риме[6] (Италия);
- в восстановлении больничного корпуса в русском Свято-Пантелеимоновом монастыре на Святой Горе Афон[7] (Греция);
- в строительстве Собора в честь Всех Святых в земле Российской просиявших в Горненском монастыре в Иерусалиме[8] (Израиль);
- в строительстве Храма Казанской иконы Божией Матери в Гаване (Куба).

В 2005—2006 годах в качестве прикомандированного священника служил в Храме Живоначальной Троицы в Хорошёве в Москве.
С 2007 года был прикомандирован к Храму святителя Николая на Преображенском кладбище в Москве.
Решением Священного Синода от 12 октября 2007 года (журнал № 99) назначен настоятелем Казанского прихода в городе Гавана, Куба.
В октябре 2008 года за успешное строительство храма и создание действующего Казанского прихода в городе Гавана был награждён орденом святителя Иннокентия митрополита Московского III степени.
Решением Священного Синода от 31 марта 2009 года (журнал № 26) освобожден от должности настоятеля Казанского прихода в городе Гаване, согласно его прошению.
С апреля 2009 года снова служит в Храме святителя Николая на Преображенском кладбище.
С середины 2009 года по начало 2011 года являлся сотрудником финансово-хозяйственного управления Московской Патриархии, в непосредственном подчинении преосвященного Тихона, епископа Подольского, викария Московской епархии, председателя Финансово-хозяйственного управления Московской Патриархии.
За время служения в отделах Московской патриархии прот. Владимир организовывал и контролировал строительство, восстановление и ремонт десятков православных храмов в зарубежных епархиях РПЦ.
Также, прот. Владимир, как представитель Московской патриархии, участвовал в археологических работами по исследованию некрополя Спасо-Преображенского собора Московского Кремля и поискам мощей святителя Стефана Пермского († 1396 год), после чего участвовал в составлении и издании книги: «Святитель Стефан, епископ Пермский и история некрополя Спасо-Преображенского собора Московского Кремля».
В 2011 году исполнял должность первого проректора Российского православного университета св. ап. Иоанна Богослова.
19 апреля 2013 года назначен штатным священником храма свт. Николая Мирликийского на Преображенском кладбище города Москвы.
С 2013 года также является настоятелем строящегося Храма в честь новомучеников и исповедников Российских по адресу улица Салтыковская, вл. 39.
1 мая 2024 года был награждён очередной богослужебно-иерархической наградой: правом служения Божественной литургии с отверстыми Царскими вратами до Херувимской песни.

## Катехизаторская деятельность
За время служения в отделах Московской патриархии прот. Владимир объездил почти весь земной шар, и совершал богослужения в самых дальних православных храмах, например в 2006 году богослужения Страстной седмицы и Пасхи он совершил в Индии и Непале.
Талант отца Владимира заключается в умении организовать и успешно завершить в кратчайшие сроки крупнейшие проекты, например строительство православного храма.
Причём о. Владимир умеет организовать не только хозяйственную деятельностью, но при строительстве храма он умеет организовать и создать действующий и живой приход. При его настоятельстве в Храме Казанской иконы Божией Матери в гор. Гаване он не только за один год сумел закончить постройку храма, строительство которого уже превратилось в долгострой, но и создал живой приход с регулярным богослужением. Ему удалось даже привлечь местную кубинскую молодёжь к изучению русского и церковно-славянского языка, так, что через некоторое время на клиросе уже пел хор состоящий из местных молодых ребят.
До 2009 года прот. Владимир являлся выпускающим редактором журнала «Церковь и время».
C 2010 года он является организатором и редактором нового журнала «Храмоздатель» (первый номер которого вышел как приложение к журналу «Архитектурный вестник», а в дальнейшем издаётся как приложение к «Журналу Московской Патриархии»).

## Награды

### Церковные
- Орден святителя Иннокентия митрополита Московского и Коломенского III степени (2008 год).

### Светские
- Знак «Почётный железнодорожник».

## Книги
1. Клюев В.Б., протоиерей, Панова Т.Д. Святитель Стефан, епископ Пермский и история некрополя Спасо-Преображенского собора Московского Кремля. — М.: Отдел внешних церковных связей Московского патриархата, 2006. — 128 с. — ISBN 5-94625-179-1.

## Интервью с прот. Владимиром Клюевым
1. Сайт «РИА Новости»: Отец Владимир: православный храм в Гаване станет центром встреч — 17.10.2008.
2. Сайт «Благовест-Инфо»: Протоиерей Владимир Клюев надеется, что русский собор в Гаване будет освящен этой осенью Архивная копия от 31 октября 2014 на Wayback Machine — 02.07.2008.